# Kaliumdikromat
Kaliumdikromat, K2Cr2O7, er et almindeligt uorganisk kemisk reagens, der oftest bruges som et oxidationsmiddel i forskellige laboratorie- og industrielle anvendelser. Som med alle hexavalente kromforbindelser er det akut og kronisk sundhedsskadeligt.
Det er et krystallinsk ionisk fast stof med en meget lys, rød-orange farve. Saltet er populært i laboratoriet, fordi det ikke er udflydende, i modsætning til det mere industrielt relevante salt natriumdichromat.